# Llista de topònims de Castellbisbal
Llista de topònims (noms propis de lloc) del municipi de Castellbisbal, al Vallès Occidental
Informació actualitzada per un bot. Els canvis manuals es perdran quan s'actualitzi!

## arbre singular
| imatge | Nom                          | Ubicat a      | instància de   | Detalls                                    | coordenades | Protecció | Commons (més fotos) | Dades a WD                    |
| ------ | ---------------------------- | ------------- | -------------- | ------------------------------------------ | --- | --------- | ------------------- | ----------------------------- |
|        | alzina de can Sateugini      | Castellbisbal | arbre singular |                                            | 41° 29′ 25″ N, 1° 57′ 18″ E / 41.49037°N,1.95488°E ca:Terme de Castellbisbal. Urb. Can Santeugini. (08755 Castellbisbal)  |           |                     | Modifica les dades a Wikidata |
|        | olivera del parc del Castell | Castellbisbal | arbre singular | Taxon: olivera (Olea europaea)             | 41° 28′ 27″ N, 1° 58′ 27″ E / 41.47412°N,1.97419°E ca:Nucli urbà de Castellbisbal. Parc del Castell (08755 Castellbisbal) |           |                     | Modifica les dades a Wikidata |
|        | roure de Ca n'Ametller       | Castellbisbal | arbre singular | Taxon: roure martinenc (Quercus pubescens) | 41° 30′ 40″ N, 1° 57′ 50″ E / 41.511049°N,1.963908°E                                                                      |           |                     | Modifica les dades a Wikidata |
|        | roure de ca n'Ametller       | Castellbisbal | arbre singular |                                            | 41° 30′ 21″ N, 1° 57′ 44″ E / 41.50578°N,1.96215°E ca:Terme de Castellbisbal. (08755 Castellbisbal)                       |           |                     | Modifica les dades a Wikidata |

## barraca de vinya
| imatge | Nom                                                   | Ubicat a      | instància de     | Detalls                     | coordenades | Protecció | Commons (més fotos) | Dades a WD                    |
| ------ | ----------------------------------------------------- | ------------- | ---------------- | --------------------------- | --- | --------- | ------------------- | ----------------------------- |
|        | barraca de Vinya Excavada de la Moixella 1            | Castellbisbal | barraca de vinya |                             | 41° 27′ 19″ N, 1° 59′ 18″ E / 41.4552°N,1.98824°E ca:Terme de Castellbisbal. Turó del Canyet. (08755 Castellbisbal)           |           |                     | Modifica les dades a Wikidata |
|        | barraca de Vinya Excavada de la Moixella 2            | Castellbisbal | barraca de vinya |                             | 41° 27′ 19″ N, 1° 59′ 17″ E / 41.45529°N,1.98811°E ca:Terme de Castellbisbal. Turó del Canyet. (08755 Castellbisbal)          |           |                     | Modifica les dades a Wikidata |
|        | barraca de Vinya Excavada de la Moixella 3            | Castellbisbal | barraca de vinya |                             | 41° 27′ 16″ N, 1° 59′ 17″ E / 41.45437°N,1.9881°E ca:Terme de Castellbisbal. Turó del Canyet. (08755 Castellbisbal)           |           |                     | Modifica les dades a Wikidata |
|        | barraca de Vinya Excavada del Torrent dels Ocellets 1 | Castellbisbal | barraca de vinya | Estil: arquitectura popular | 41° 27′ 13″ N, 1° 59′ 25″ E / 41.45371°N,1.9903°E ca:Terme de Castellbisbal. Turó del Canyet (08755 Castellbisbal)            |           |                     | Modifica les dades a Wikidata |
|        | barraca de Vinya Excavada del Torrent dels Ocellets 2 | Castellbisbal | barraca de vinya | Estil: arquitectura popular | 41° 27′ 12″ N, 1° 59′ 26″ E / 41.45344°N,1.99043°E ca:Terme de Castellbisbal. Turó del Canyet (08755 Castellbisbal)           |           |                     | Modifica les dades a Wikidata |
|        | barraca de vinya de la Moixella                       | Castellbisbal | barraca de vinya |                             | 41° 27′ 08″ N, 1° 59′ 25″ E / 41.4521°N,1.99022°E ca:Terme municipal de Castellbisbal. Turó del Canyet, (08755 Castellbisbal) |           |                     | Modifica les dades a Wikidata |
|        | barraca de vinya del turó de Salzes                   | Castellbisbal | barraca de vinya |                             | 41° 29′ 10″ N, 1° 56′ 49″ E / 41.48609°N,1.94688°E ca:Terme de Castellbisbal. Urb. Can Santeugini. (08755 Castellbisbal)      |           |                     | Modifica les dades a Wikidata |
|        | barraca de vinya del turó de les Forques              | Castellbisbal | barraca de vinya | 20th century                | 41° 28′ 28″ N, 1° 56′ 58″ E / 41.47451°N,1.94936°E ca:Terme de Castellbisbal. Turó de les Forques (08755 Castellbisbal)       |           |                     | Modifica les dades a Wikidata |
|        | barraca de vinya excavada del torrent dels Ocellets 3 | Castellbisbal | barraca de vinya | Estil: arquitectura popular | 41° 27′ 12″ N, 1° 59′ 26″ E / 41.45327°N,1.99054°E ca:Terme de Castellbisbal. Turó del Canyet (08755 Castellbisbal)           |           |                     | Modifica les dades a Wikidata |
|        | barraca de vinya excavada del torrent dels Ocellets 4 | Castellbisbal | barraca de vinya | Estil: arquitectura popular | 41° 27′ 11″ N, 1° 59′ 18″ E / 41.4531°N,1.98828°E ca:Terme de Castellbisbal. Turó del Canyet (08755 Castellbisbal)            |           |                     | Modifica les dades a Wikidata |
|        | barraca de vinya excavada del torrent dels Ocellets 5 | Castellbisbal | barraca de vinya | Estil: arquitectura popular | 41° 27′ 11″ N, 1° 59′ 18″ E / 41.45315°N,1.98836°E ca:Terme de Castellbisbal. Turó del Canyet (08755 Castellbisbal)           |           |                     | Modifica les dades a Wikidata |
|        | barraca de vinya excavada del turó de Salzes          | Castellbisbal | barraca de vinya |                             | 41° 29′ 10″ N, 1° 56′ 52″ E / 41.4861°N,1.94768°E ca:Terme de Castellbisbal. Urb. Can Santeugini. (08755 Castellbisbal)       |           |                     | Modifica les dades a Wikidata |

## bassa
| imatge | Nom                        | Ubicat a      | instància de | Detalls      | coordenades | Protecció | Commons (més fotos) | Dades a WD                    |
| ------ | -------------------------- | ------------- | ------------ | ------------ | --- | --------- | ------------------- | ----------------------------- |
|        | Bassa d'aigua de Santugini | Castellbisbal | bassa        |              | 41° 29′ 26″ N, 1° 57′ 18″ E / 41.49069°N,1.95488°E ca:Terme de Castellbisbal. Urb.Can Santeugini. Mas Can Santeugini s/n (08755 Castellbisbal) |           |                     | Modifica les dades a Wikidata |
|        | Bassa de ca n'Ametller     | Castellbisbal | bassa        | 20th century | 41° 30′ 21″ N, 1° 57′ 44″ E / 41.50578°N,1.96215°E ca:Terme de Castellbisbal (08755 Castellbisbal)                                             |           |                     | Modifica les dades a Wikidata |
|        | Bassa del turó de Salzes   | Castellbisbal | bassa        | 20th century | 41° 29′ 14″ N, 1° 56′ 44″ E / 41.48736°N,1.94568°E ca:Terme de Castellbisbal. Urb.Santeugini (087055 Castellbisbal)                            |           |                     | Modifica les dades a Wikidata |

## bosc
| imatge | Nom                   | Ubicat a      | instància de | Detalls | coordenades | Protecció | Commons (més fotos) | Dades a WD                    |
| ------ | --------------------- | ------------- | ------------ | ------- | --- | --------- | ------------------- | ----------------------------- |
|        | bosc de can Coromines | Castellbisbal | bosc         |         | 41° 28′ 46″ N, 1° 57′ 39″ E / 41.47935°N,1.96094°E ca:Terme de Castellbisbal (08755 Castellbisbal)                      |           |                     | Modifica les dades a Wikidata |
|        | bosc de les Forques   | Castellbisbal | bosc         |         | 41° 28′ 32″ N, 1° 56′ 45″ E / 41.47569°N,1.94593°E ca:Terme de Castellbisbal. Turó de les Forques (08755 Castellbisbal) |           |                     | Modifica les dades a Wikidata |
|        | bosc del Canyet       | Castellbisbal | bosc         |         | 41° 27′ 26″ N, 1° 59′ 24″ E / 41.45712°N,1.99011°E ca:Terme de Castellbisbal. Turó del Canyet (08755 Castellbisbal)     |           |                     | Modifica les dades a Wikidata |

## casa
| imatge | Nom                          | Ubicat a      | instància de | Detalls                                    | coordenades | Protecció                   | Commons (més fotos)                       | Dades a WD                    |
| ------ | ---------------------------- | ------------- | ------------ | ------------------------------------------ | --- | --------------------------- | ----------------------------------------- | ----------------------------- |
|        | Ca l'Espardanyer             | Castellbisbal | casa         | 1867 Estat: bon estat                      | 41° 28′ 37″ N, 1° 58′ 49″ E / 41.476951°N,1.980147°E ca:Nucli urbà de Castellbisbal. C/ Major, 63 (08755 Castellbisbal)                 |                             | Ca l'Espardanyer (Castellbisbal)          | Modifica les dades a Wikidata |
|        | Cal Magí                     | Castellbisbal | casa         | 19th century                               | 41° 28′ 30″ N, 1° 58′ 49″ E / 41.47494°N,1.98036°E ca:Nucli urbà de Castellbisbal. Pl. de l'Església, 9 (08755 Castellbisbal)           |                             |                                           | Modifica les dades a Wikidata |
|        | Cal Patatero                 | Castellbisbal | casa         | 20th century Estat: bon estat              | 41° 28′ 29″ N, 1° 58′ 49″ E / 41.47467°N,1.98014°E ca:Nucli urbà de Castellbisbal. C/ Pi i Margall, 6 (08755 Castellbisbal)             |                             | Cal Patatero                              | Modifica les dades a Wikidata |
|        | Cal Pau Galí                 | Castellbisbal | casa         | 20th century                               | 41° 28′ 28″ N, 1° 58′ 49″ E / 41.47434°N,1.98034°E ca:Nucli urbà de Castellbisbal. C/ Nou, 5 (08755 Castellbisbal)                      |                             |                                           | Modifica les dades a Wikidata |
|        | Cal Pau Xic                  | Castellbisbal | casa         | 20th century Estat: bon estat              | 41° 28′ 29″ N, 1° 58′ 48″ E / 41.4746°N,1.98009°E ca:Nucli urbà de Castellbisbal. C/ Pi i Margall, 8 (08755 Castellbisbal)              |                             | Cal Pau Xic (Castellbisbal)               | Modifica les dades a Wikidata |
|        | Cal Pepetus                  | Castellbisbal | casa         | 1928                                       | 41° 28′ 27″ N, 1° 58′ 51″ E / 41.47426°N,1.98081°E ca:Nucli urbà de Castellbisbal. C/ Nou, 19 (08755 Castellbisbal)                     |                             |                                           | Modifica les dades a Wikidata |
|        | Cal Regalat                  | Castellbisbal | casa         | 19th century                               | 41° 28′ 41″ N, 1° 58′ 50″ E / 41.47807°N,1.98045°E ca:Nucli urbà de Castellbisbal. C/ del Raval, 4 (08755 Castellbisbal)                |                             |                                           | Modifica les dades a Wikidata |
|        | Cal Rosu                     | Castellbisbal | casa         | 19th century                               | 41° 28′ 29″ N, 1° 58′ 50″ E / 41.47479°N,1.98052°E ca:Nucli urbà de Castellbisbal. Pl. de l'Església, 6 (08755 Castellbisbal)           |                             |                                           | Modifica les dades a Wikidata |
|        | Cal Valent                   | Castellbisbal | casa         | 1862                                       | 41° 28′ 23″ N, 1° 58′ 44″ E / 41.47296°N,1.97879°E ca:Nucli urbà de Castellbisbal. C/ Anselm Clavé, 14 (08755 Castellbisbal)            |                             |                                           | Modifica les dades a Wikidata |
|        | Can Fuster                   | Castellbisbal | casa         |                                            | 41° 28′ 19″ N, 1° 58′ 43″ E / 41.471964°N,1.9786556°E                                                                                   | bé cultural d'interès local | Can Fuster (Castellbisbal)                | Modifica les dades a Wikidata |
|        | Can Margarit                 | Castellbisbal | casa         | Estil: arquitectura eclèctica 19th century | 41° 28′ 47″ N, 1° 58′ 53″ E / 41.479698°N,1.981301°E ca:C. Major, 183 - c. Font del Cabrer 156 msnm                                     | bé cultural d'interès local | Can Margarit (Castellbisbal)              | Modifica les dades a Wikidata |
|        | Casa Carmen                  | Castellbisbal | casa         | 20th century                               | 41° 28′ 35″ N, 1° 56′ 23″ E / 41.4765°N,1.93982°E ca:Terme de Castellbisbal. Colònia Carmen. Crta. C-243, km.0,8 (08755 Castellbisbal)  |                             |                                           | Modifica les dades a Wikidata |
|        | Casa Poudevida               | Castellbisbal | casa         | 20th century                               | 41° 28′ 37″ N, 1° 56′ 23″ E / 41.47698°N,1.93968°E ca:Terme de Castellbisbal. Colònia Carmen. Crta. C-243, km.0,8 (08755 Castellbisbal) |                             |                                           | Modifica les dades a Wikidata |
|        | casa del carrer A. Clavé, 10 | Castellbisbal | casa         | 20th century                               | 41° 28′ 23″ N, 1° 58′ 44″ E / 41.47315°N,1.97879°E ca:Nucli urbà de Castellbisbal. C/ Anselm Clavé, 10 (08755 Castellbisbal)            |                             |                                           | Modifica les dades a Wikidata |
|        | casa del carrer Major, 38    | Castellbisbal | casa         | 20th century Estat: bon estat              | 41° 28′ 36″ N, 1° 58′ 49″ E / 41.47666°N,1.98028°E ca:Nucli urbà de Castellbisbal. C/ Major, 38 (08755 Castellbisbal)                   |                             | Casa del carrer Major, 38 (Castellbisbal) | Modifica les dades a Wikidata |

## conjunt d'edificis
| imatge | Nom                                             | Ubicat a      | instància de                           | Detalls                       | coordenades | Protecció | Commons (més fotos)                                             | Dades a WD                    |
| ------ | ----------------------------------------------- | ------------- | -------------------------------------- | ----------------------------- | --- | --------- | --------------------------------------------------------------- | ----------------------------- |
|        | Colònia Carmen                                  | Castellbisbal | conjunt d'edificis edifici residencial | Estil: noucentisme            | 41° 28′ 37″ N, 1° 56′ 26″ E / 41.47685623168945°N,1.9405159950256348°E ca:Crtra. C-243, km 0,8                                 |           |                                                                 | Modifica les dades a Wikidata |
|        | Línia de cases del carrer Major, 67-77          | Castellbisbal | conjunt d'edificis                     | 20th century Estat: malmès    | 41° 28′ 38″ N, 1° 58′ 49″ E / 41.47719°N,1.98027°E ca:Nucli urbà de Castellbisbal. C/ Major, 67-77 (08755 Castellbisbal)       |           | Línia de cases del carrer Major, 67-77 (Castellbisbal)          | Modifica les dades a Wikidata |
|        | Línia de façanes del carrer A.Clavé, 22-24      | Castellbisbal | conjunt d'edificis                     | 20th century                  | 41° 28′ 22″ N, 1° 58′ 44″ E / 41.47267°N,1.97881°E ca:Nucli urbà de Castellbisbal. C/ Anselm Clavé, 2-24 (08755 Castellbisbal) |           |                                                                 | Modifica les dades a Wikidata |
|        | Línia de façanes del carrer Pi i Margall, 14-20 | Castellbisbal | conjunt d'edificis                     | 20th century Estat: bon estat | 41° 28′ 28″ N, 1° 58′ 48″ E / 41.47436°N,1.97988°E ca:Pi i Margall                                                             |           | Línia de façanes del carrer Pi i Margall, 14-20 (Castellbisbal) | Modifica les dades a Wikidata |
|        | Línia de façanes del carrer Sant Antoni 3-15    | Castellbisbal | conjunt d'edificis                     | 20th century                  | 41° 28′ 31″ N, 1° 58′ 52″ E / 41.47519°N,1.98103°E ca:Nucli urbà de Castellbisbal. C/ Sant Antoni, 3-15 (08755 Castellbisbal)  |           |                                                                 | Modifica les dades a Wikidata |

## curs d'aigua
| imatge | Nom                       | Ubicat a                                               | instància de | Detalls                               | coordenades | Protecció | Commons (més fotos) | Dades a WD                    |
| ------ | ------------------------- | ------------------------------------------------------ | ------------ | ------------------------------------- | --- | --------- | ------------------- | ----------------------------- |
|        | Torrent Bo                | Castellbisbal                                          | curs d'aigua | Desemboca: Llobregat Llarg: 2.9km     | 41° 29′ 54″ N, 1° 57′ 54″ E / 41.498295°N,1.964929°E 41° 28′ 32″ N, 1° 57′ 19″ E / 41.47549°N,1.95516°E                  |           |                     | Modifica les dades a Wikidata |
|        | Torrent Bo                | Castellbisbal                                          | curs d'aigua | Desemboca: Llobregat                  | 41° 28′ 56″ N, 1° 57′ 23″ E / 41.48212°N,1.9563°E ca:Terme de Castellbisbal (08755 Castellbisbal)                        |           |                     | Modifica les dades a Wikidata |
|        | riera de Gaià             | Terrassa Ullastrell Viladecavalls Abrera Castellbisbal | curs d'aigua | Desemboca: Llobregat                  | 41° 37′ 47″ N, 1° 58′ 01″ E / 41.629803°N,1.966996°E 41° 29′ 43″ N, 1° 55′ 21″ E / 41.495216°N,1.922553°E                |           | Riera de Gaià       | Modifica les dades a Wikidata |
|        | riera de Rubí             | Vallès Occidental Àmbit Metropolità de Barcelona       | curs d'aigua | Desemboca: Llobregat Llarg: 13.5km    | 41° 27′ 46″ N, 2° 00′ 35″ E / 41.462906°N,2.009756°E ca:Riera de Rubí / Riera de les Arenes                              |           | Riera de Rubí       | Modifica les dades a Wikidata |
|        | riera de Salzes           | Ullastrell Castellbisbal                               | curs d'aigua | Desemboca: Llobregat Llarg: 8.5km     | 41° 32′ 05″ N, 1° 59′ 03″ E / 41.534861°N,1.984187°E 41° 29′ 00″ N, 1° 56′ 02″ E / 41.48336°N,1.933762°E                 |           |                     | Modifica les dades a Wikidata |
|        | riera del Morral del Molí | Abrera Castellbisbal Ullastrell                        | curs d'aigua | Desemboca: Llobregat                  | 41° 30′ 57″ N, 1° 56′ 19″ E / 41.5158°N,1.93856°E                                                                        |           |                     | Modifica les dades a Wikidata |
|        | torrent de Can Balasc     | Rubí Castellbisbal                                     | curs d'aigua | Desemboca: riera de Rubí Llarg: 6.4km | 41° 30′ 31″ N, 1° 59′ 55″ E / 41.508727°N,1.998639°E 41° 27′ 42″ N, 2° 00′ 20″ E / 41.461674°N,2.005542°E                |           |                     | Modifica les dades a Wikidata |
|        | torrent de Pegueres       | Castellbisbal                                          | curs d'aigua | Desemboca: Llobregat Llarg: 7.3km     | 41° 31′ 17″ N, 1° 58′ 45″ E / 41.521485°N,1.979193°E 41° 28′ 23″ N, 1° 57′ 53″ E / 41.473194°N,1.964712°E                |           | Torrent de Pegueres | Modifica les dades a Wikidata |
|        | torrent de Salzes         | Castellbisbal Ullastrell                               | curs d'aigua | Desemboca: Llobregat                  | 41° 30′ 13″ N, 1° 57′ 42″ E / 41.50367°N,1.96162°E ca:Terme de Castellbisbal (08755 Castellbisbal)                       |           |                     | Modifica les dades a Wikidata |
|        | torrent de can Cases      | Castellbisbal                                          | curs d'aigua | Desemboca: riera de Rubí              | 41° 28′ 12″ N, 1° 59′ 17″ E / 41.47013°N,1.98806°E ca:Terme de Castellbisbal. Torrent de Can Cases (08755 Castellbisbal) |           |                     | Modifica les dades a Wikidata |

## edifici
| imatge | Nom                             | Ubicat a      | instància de      | Detalls          | coordenades | Protecció                      | Commons (més fotos)                             | Dades a WD                    |
| ------ | ------------------------------- | ------------- | ----------------- | ---------------- | --- | ------------------------------ | ----------------------------------------------- | ----------------------------- |
|        | Torre Virgen del Pilar          | Castellbisbal | edifici           | 20th century     | 41° 28′ 36″ N, 1° 56′ 26″ E / 41.47673°N,1.9405°E ca:Terme de Castellbisbal. Colònia Carmen. Crta. C-243, km.0,8 (08755 Castellbisbal)  |                                |                                                 | Modifica les dades a Wikidata |
|        | Villa Carmina                   | Castellbisbal | edifici           | 20th century     | 41° 28′ 36″ N, 1° 56′ 22″ E / 41.47658°N,1.93953°E ca:Terme de Castellbisbal. Colònia Carmen. Crta. C-243, km.0,8 (08755 Castellbisbal) |                                |                                                 | Modifica les dades a Wikidata |
|        | arc romà d'accés al pont        | Castellbisbal | edifici           |                  | 41° 28′ 30″ N, 1° 56′ 18″ E / 41.475006°N,1.938318°E ca:Terme de Castellbisbal. (08755 Castellbisbal)                                   | bé cultural d'interès nacional | Roman arch of the Pont del Diable               | Modifica les dades a Wikidata |
|        | edifici del Museu de la Pagesia | Castellbisbal | edifici Ús: museu | Estat: bon estat | 41° 28′ 27″ N, 1° 58′ 48″ E / 41.47412°N,1.9799°E ca:Pi i Margall, 13                                                                   |                                | Edifici del Museu de la Pagesia (Castellbisbal) | Modifica les dades a Wikidata |
|        | la Rectoria Vella               | Castellbisbal | edifici           |                  | 41° 28′ 31″ N, 1° 59′ 01″ E / 41.4754029182932°N,1.98363839721589°E                                                                     |                                |                                                 | Modifica les dades a Wikidata |

## element arquitectònic
| imatge | Nom                               | Ubicat a      | instància de          | Detalls          | coordenades | Protecció | Commons (més fotos)       | Dades a WD                    |
| ------ | --------------------------------- | ------------- | --------------------- | ---------------- | --- | --------- | ------------------------- | ----------------------------- |
|        | Pou de ca n'Elies                 | Castellbisbal | element arquitectònic |                  | 41° 30′ 03″ N, 1° 58′ 59″ E / 41.5007°N,1.98317°E ca:Terme de Castellbisbal (08755 Castellbisbal)                                                     |           |                           | Modifica les dades a Wikidata |
|        | Pou de can Colet                  | Castellbisbal | element arquitectònic | 20th century     | 41° 28′ 34″ N, 1° 56′ 43″ E / 41.47598°N,1.94536°E ca:Terme de Castellbisbal. Urb. Costablanca (08761 Castellbisbal)                                  |           |                           | Modifica les dades a Wikidata |
|        | Pou del turó de Salzes            | Castellbisbal | element arquitectònic |                  | 41° 29′ 15″ N, 1° 56′ 51″ E / 41.48739°N,1.94762°E ca:Terme de Castellbisbal. Urb. Can Santeugini (08755 Castellbisbal)                               |           |                           | Modifica les dades a Wikidata |
|        | Pou i bassa de la vinya del Capsa | Castellbisbal | element arquitectònic | 20th century     | 41° 30′ 09″ N, 1° 58′ 46″ E / 41.50249°N,1.97949°E ca:Terme de Castellbisbal (08755 Castellbisbal)                                                    |           |                           | Modifica les dades a Wikidata |
|        | Premsa de vi de la rotonda        | Castellbisbal | element arquitectònic |                  | 41° 28′ 29″ N, 1° 58′ 38″ E / 41.47467°N,1.97724°E ca:Nucli urbà de Castellbisbal. Rotonda del c/ Bellesguard amb el c/ Estació (08755 Castellbisbal) |           |                           | Modifica les dades a Wikidata |
|        | Rajoles de la xarcuteria Sala     | Castellbisbal | element arquitectònic | 20th century     | 41° 28′ 32″ N, 1° 58′ 50″ E / 41.47553°N,1.98064°E ca:Nucli urbà de Castellbisbal. C/ Sant Antoni, 1 (08755 Castellbisbal)                            |           |                           | Modifica les dades a Wikidata |
|        | Sínia de l'hort del Sabater       | Castellbisbal | element arquitectònic | 20th century     | 41° 28′ 58″ N, 1° 58′ 16″ E / 41.48287°N,1.97098°E ca:Terme de Castellbisbal. Torrent de Pegueres (08755 Castellbisbal)                               |           |                           | Modifica les dades a Wikidata |
|        | la Barana                         | Castellbisbal | element arquitectònic | Estat: bon estat | 41° 28′ 28″ N, 1° 58′ 48″ E / 41.47444°N,1.98007°E ca:Nucli urbà de Castellbisbal. C/ Pi i Margall (08755 Castellbisbal)                              |           | La Barana (Castellbisbal) | Modifica les dades a Wikidata |
|        | rellotge de can Costa             | Castellbisbal | element arquitectònic | 1926             | 41° 29′ 27″ N, 1° 58′ 56″ E / 41.49089°N,1.98215°E ca:Terme de Castellbisbal. Mas Can Costa s/n. BV-151, km,4,7 (08755 Castellbisbal)                 |           |                           | Modifica les dades a Wikidata |

## entitat singular de població
| imatge | Nom                                            | Ubicat a      | instància de                                                                   | Detalls  | coordenades                                                                  | Protecció | Commons (més fotos)               | Dades a WD                    |
| ------ | ---------------------------------------------- | ------------- | ------------------------------------------------------------------------------ | -------- | ---------------------------------------------------------------------------- | --------- | --------------------------------- | ----------------------------- |
|        | Can Costa                                      | Castellbisbal | entitat singular de població                                                   | 1093 hab | 41° 29′ 16″ N, 1° 59′ 09″ E / 41.48767°N,1.98591°E 148 msnm                  |           | Can Costa (nucli)                 | Modifica les dades a Wikidata |
|        | Can Nicolau de Dalt                            | Castellbisbal | entitat singular de població                                                   | 105 hab  | 41° 30′ 10″ N, 1° 57′ 51″ E / 41.50282785°N,1.96423142°E 185 msnm            |           |                                   | Modifica les dades a Wikidata |
|        | Can Santeugini                                 | Castellbisbal | entitat singular de població                                                   | 1663 hab | 41° 29′ 41″ N, 1° 57′ 28″ E / 41.4946°N,1.95776°E 163 msnm                   |           | Can Santeugini                    | Modifica les dades a Wikidata |
|        | Castellbisbal                                  | Castellbisbal | entitat singular de població capital municipal ens local històric de Catalunya | 7953 hab | 41° 28′ 31″ N, 1° 58′ 54″ E / 41.47534°N,1.98174°E 152 msnm                  |           |                                   | Modifica les dades a Wikidata |
|        | Costablanca                                    | Castellbisbal | entitat singular de població                                                   | 455 hab  | 41° 28′ 50″ N, 1° 56′ 48″ E / 41.4804928957433°N,1.94669195838682°E 122 msnm |           | Costablanca (Castellbisbal)       | Modifica les dades a Wikidata |
|        | Polígon Industrial del Llobregat               | Castellbisbal | entitat singular de població polígon industrial                                | 0 hab    | 41° 28′ 02″ N, 1° 57′ 36″ E / 41.467235°N,1.959901°E 46 msnm                 |           |                                   | Modifica les dades a Wikidata |
|        | Polígon industrial Ca n'Esteper                | Castellbisbal | entitat singular de població polígon industrial                                | 0 hab    | 41° 28′ 20″ N, 1° 59′ 51″ E / 41.47229943°N,1.99749588°E 105 msnm            |           |                                   | Modifica les dades a Wikidata |
|        | Polígon industrial Can Cases del Riu           | Castellbisbal | entitat singular de població polígon industrial                                | 0 hab    | 41° 27′ 20″ N, 1° 59′ 03″ E / 41.455514°N,1.98409°E 47 msnm                  |           |                                   | Modifica les dades a Wikidata |
|        | Polígon industrial Castellbisbal Sud           | Castellbisbal | entitat singular de població polígon industrial                                | 0 hab    | 41° 27′ 59″ N, 1° 59′ 16″ E / 41.46652178°N,1.98778934°E 106 msnm            |           |                                   | Modifica les dades a Wikidata |
|        | Polígon industrial Comte de Sert               | Castellbisbal | entitat singular de població polígon industrial                                | 15 hab   | 41° 28′ 54″ N, 1° 59′ 00″ E / 41.481706°N,1.98345676°E 159 msnm              |           |                                   | Modifica les dades a Wikidata |
|        | Polígon industrial de Sant Vicenç              | Castellbisbal | entitat singular de població polígon industrial                                | 0 hab    | 41° 27′ 38″ N, 1° 58′ 39″ E / 41.4606667697491°N,1.97752236159931°E 40 msnm  |           |                                   | Modifica les dades a Wikidata |
|        | Polígon residencial Comte de Sert              | Castellbisbal | entitat singular de població                                                   | 1305 hab | 41° 29′ 03″ N, 1° 59′ 34″ E / 41.48416504°N,1.99267751°E 114 msnm            |           | Polígon residencial Comte de Sert | Modifica les dades a Wikidata |
|        | Polígons industrials de Can Galí i els Ferrers | Castellbisbal | entitat singular de població                                                   | 0 hab    | 41° 27′ 42″ N, 1° 59′ 45″ E / 41.461764°N,1.995836°E 80 msnm                 |           |                                   | Modifica les dades a Wikidata |
|        | Polígons industrials de Santa Rita i Agripina  | Castellbisbal | entitat singular de població                                                   | 0 hab    | 41° 27′ 45″ N, 1° 59′ 32″ E / 41.46260656°N,1.99223278°E 90 msnm             |           |                                   | Modifica les dades a Wikidata |
|        | Santa Rita                                     | Castellbisbal | entitat singular de població                                                   | 78 hab   | 41° 27′ 29″ N, 1° 59′ 46″ E / 41.45807342°N,1.99607455°E 77 msnm             |           |                                   | Modifica les dades a Wikidata |
|        | Santa Teresita                                 | Castellbisbal | entitat singular de població                                                   | 251 hab  | 41° 28′ 05″ N, 1° 58′ 56″ E / 41.4679224799139°N,1.9821266083673°E 93 msnm   |           |                                   | Modifica les dades a Wikidata |
|        | la Colònia del Carme                           | Castellbisbal | entitat singular de població                                                   | 21 hab   | 41° 28′ 37″ N, 1° 56′ 38″ E / 41.4769080861398°N,1.94375578452453°E 80 msnm  |           |                                   | Modifica les dades a Wikidata |
|        | les Casetes de Ca n’Oliveró                    | Castellbisbal | entitat singular de població                                                   | 26 hab   | 41° 29′ 57″ N, 1° 58′ 11″ E / 41.499301429528°N,1.9697089658472°E 180 msnm   |           | Les Casetes de Ca n’Oliveró       | Modifica les dades a Wikidata |

## església
| imatge | Nom                     | Ubicat a      | instància de | Detalls                                                      | coordenades                                                                                                   | Protecció                                  | Commons (més fotos)                     | Dades a WD                    |
| ------ | ----------------------- | ------------- | ------------ | ------------------------------------------------------------ | --- | ------------------------------------------ | --------------------------------------- | ----------------------------- |
|        | Sant Joan de Benviure   | Castellbisbal | església     | 18th century Estat: ruïnós                                   | 41° 28′ 14″ N, 2° 00′ 06″ E / 41.4705358°N,2.0016831°E ca:Polígon industrial de Ca n'Estaper                  | bé cultural d'interès local                | Sant Joan de Benviure                   | Modifica les dades a Wikidata |
|        | Sant Vicenç del Castell | Castellbisbal | església     | Estil: arquitectura popular 18th century                     | 41° 28′ 26″ N, 1° 58′ 25″ E / 41.4739727°N,1.973606°E ca:Parc de l'Ermita. Serrat de les Garses               | bé cultural d'interès local                | Sant Vicenç del Castell                 | Modifica les dades a Wikidata |
|        | capella de Sant Quintí  | Castellbisbal | església     | Estil: arquitectura romànica 11st century                    | 41° 26′ 43″ N, 1° 59′ 35″ E / 41.44527778°N,1.99305556°E ca:A 400 m de Can Pedrerol de Baix, barri del Canyet | bé cultural d'interès local                | Sant Quintí de Can Pedrerol de Baix     | Modifica les dades a Wikidata |
|        | església de Sant Vicenç | Castellbisbal | església     | Estil: gòtic tardà arquitectura del Renaixement 16th century | 41° 28′ 30″ N, 1° 58′ 51″ E / 41.47501389°N,1.98070278°E ca:Pl. de l'Església, 1-3                            | bé integrant del patrimoni cultural català | Església de Sant Vicenç (Castellbisbal) | Modifica les dades a Wikidata |

## estació de ferrocarril
| imatge | Nom                                       | Ubicat a      | instància de                   | Detalls | coordenades | Protecció | Commons (més fotos)         | Dades a WD                    |
| ------ | ----------------------------------------- | ------------- | ------------------------------ | ------- | --- | --------- | --------------------------- | ----------------------------- |
|        | Castellbisbal                             | Castellbisbal | estació de ferrocarril edifici |         | 41° 28′ 24″ N, 1° 58′ 04″ E / 41.473422222222°N,1.96765°E                                                                                              |           | Castellbisbal train station | Modifica les dades a Wikidata |
|        | Estació de Martorell Vila - Castellbisbal | Castellbisbal | estació de ferrocarril edifici |         | 41° 28′ 33″ N, 1° 56′ 21″ E / 41.475880555556°N,1.9390333333333°E ca:Terme de Castellbisbal. Colònia Carmen. Crta. C-243, km.0,6 (08755 Castellbisbal) |           |                             | Modifica les dades a Wikidata |

## font
| imatge | Nom                         | Ubicat a      | instància de | Detalls      | coordenades | Protecció | Commons (més fotos) | Dades a WD                    |
| ------ | --------------------------- | ------------- | ------------ | ------------ | --- | --------- | ------------------- | ----------------------------- |
|        | font de can Campanyà        | Castellbisbal | font         | 20th century | 41° 29′ 04″ N, 1° 59′ 22″ E / 41.48447°N,1.9895°E ca:Terme de Castellbisbal P.I. Comte de Sert (08755 Castellbisbal)      |           |                     | Modifica les dades a Wikidata |
|        | font del Canal              | Castellbisbal | font         | 20th century | 41° 28′ 49″ N, 1° 59′ 32″ E / 41.48015°N,1.99234°E ca:Terme de Castellbisbal P.I. Comte de Sert (08755 Castellbisbal)     |           |                     | Modifica les dades a Wikidata |
|        | font del parc del Castell 1 | Castellbisbal | font         | 1975         | 41° 28′ 26″ N, 1° 58′ 27″ E / 41.47399°N,1.97426°E ca:Nucli urbà de Castellbisbal. Parc del Castell (08755 Castellbisbal) |           |                     | Modifica les dades a Wikidata |
|        | font del parc del Castell 2 | Castellbisbal | font         | 1975         | 41° 28′ 26″ N, 1° 58′ 26″ E / 41.47391°N,1.97375°E ca:Nucli urbà de Castellbisbal. Parc del Castell (08755 Castellbisbal) |           |                     | Modifica les dades a Wikidata |

## granja
| imatge | Nom                            | Ubicat a      | instància de | Detalls | coordenades                                                         | Protecció | Commons (més fotos) | Dades a WD                    |
| ------ | ------------------------------ | ------------- | ------------ | ------- | ------------------------------------------------------------------- | --------- | ------------------- | ----------------------------- |
|        | Granges de la Font dels Gossos | Castellbisbal | granja       |         | 41° 30′ 20″ N, 1° 58′ 16″ E / 41.5055384603124°N,1.97116109118223°E |           |                     | Modifica les dades a Wikidata |
|        | Granja Lleonard                | Castellbisbal | granja       |         | 41° 30′ 09″ N, 1° 57′ 06″ E / 41.5024608764944°N,1.9515360237306°E  |           |                     | Modifica les dades a Wikidata |
|        | Granja Rovira                  | Castellbisbal | granja       |         | 41° 30′ 04″ N, 1° 59′ 08″ E / 41.5010191703585°N,1.98562222246912°E |           |                     | Modifica les dades a Wikidata |
|        | Granja Santander               | Castellbisbal | granja       |         | 41° 30′ 13″ N, 1° 56′ 37″ E / 41.5036848224367°N,1.94354836884503°E |           |                     | Modifica les dades a Wikidata |

## indret
| imatge | Nom                       | Ubicat a      | instància de                       | Detalls | coordenades | Protecció | Commons (més fotos) | Dades a WD                    |
| ------ | ------------------------- | ------------- | ---------------------------------- | ------- | --- | --------- | ------------------- | ----------------------------- |
|        | degotalls de can Campanyà | Castellbisbal | indret estalactites i estalagmites |         | 41° 29′ 03″ N, 1° 59′ 19″ E / 41.4841°N,1.98857°E ca:Terme de Castellbisbal. P.I. Comte de Sert. Can Campanyà, s/n (08755 Castellbisbal) |           |                     | Modifica les dades a Wikidata |
|        | els Arenys                | Castellbisbal | indret                             |         | 41° 28′ 17″ N, 1° 58′ 04″ E / 41.47137°N,1.96785°E ca:Terme de Castellbisbal. Els Arenys (08755 Castellbisbal)                           |           |                     | Modifica les dades a Wikidata |

## masia
| imatge | Nom                     | Ubicat a      | instància de | Detalls                                                                        | coordenades | Protecció                   | Commons (més fotos)           | Dades a WD                    |
| ------ | ----------------------- | ------------- | ------------ | ------------------------------------------------------------------------------ | --- | --------------------------- | ----------------------------- | ----------------------------- |
|        | Ca n'Amat               | Castellbisbal | masia        |                                                                                | 41° 28′ 10″ N, 1° 59′ 03″ E / 41.4695261805374°N,1.9842092174722°E ca:Av. Molins de Rei, 1                                                               |                             |                               | Modifica les dades a Wikidata |
|        | Ca n'Ametller           | Castellbisbal | masia        | 20th century                                                                   | 41° 30′ 17″ N, 1° 57′ 31″ E / 41.5046155°N,1.9586121°E ca:Crtra. d'Ullastrell                                                                            | bé cultural d'interès local |                               | Modifica les dades a Wikidata |
|        | Ca n'Elies              | Castellbisbal | masia        | Estil: arquitectura popular                                                    | 41° 29′ 58″ N, 1° 59′ 03″ E / 41.4993491°N,1.984108°E ca:Crtra. de Terrassa, B-151                                                                       | bé cultural d'interès local | Ca n'Elies (Castellbisbal)    | Modifica les dades a Wikidata |
|        | Ca n'Estaper            | Castellbisbal | masia        | Estat: ruïnós                                                                  | 41° 28′ 17″ N, 2° 00′ 05″ E / 41.4714074°N,2.0014302°E ca:Terme de Castellbisbal. P.I. Can Estaper C/ del Retorn s/n (08755 Castellbisbal)               | bé cultural d'interès local | Ca n'Estaper (Castellbisbal)  | Modifica les dades a Wikidata |
|        | Ca n'Oliveró            | Castellbisbal | masia        | 17th century                                                                   | 41° 29′ 49″ N, 1° 58′ 04″ E / 41.4969425°N,1.9677324°E ca:Vora de la ctra. de Terrassa a Martorell 176 msnm                                              | bé cultural d'interès local | Ca n'Oliveró (Castellbisbal)  | Modifica les dades a Wikidata |
|        | Can Campanyà            | Castellbisbal | masia        | Estil: arquitectura popular 16th century                                       | 41° 29′ 02″ N, 1° 59′ 23″ E / 41.483799°N,1.989861°E ca:Polígon industrial Compte de Sert 122 msnm                                                       | bé cultural d'interès local | Can Campanyà (Castellbisbal)  | Modifica les dades a Wikidata |
|        | Can Canyadell           | Castellbisbal | masia        | Estil: arquitectura popular 1850                                               | 41° 30′ 37″ N, 1° 59′ 01″ E / 41.5101796°N,1.9835193°E ca:Crtra. de Terrassa, B-151, km 7,7                                                              | bé cultural d'interès local | Can Canyadell (Castellbisbal) | Modifica les dades a Wikidata |
|        | Can Cases del Riu       | Castellbisbal | masia        | Estil: arquitectura popular                                                    | 41° 27′ 11″ N, 1° 58′ 58″ E / 41.4531031°N,1.9827587°E ca:Terme de Castellbisbal. P.I. Sant Vicenç. Can Cases del Riu s/n (08755 Castellbisbal)          | bé cultural d'interès local |                               | Modifica les dades a Wikidata |
|        | Can Colet               | Castellbisbal | masia        | 20th century                                                                   | 41° 28′ 37″ N, 1° 56′ 55″ E / 41.4770064495065°N,1.94859285572527°E ca:Terme de Castellbisbal. Urb. Costablanca (08761 Castellbisbal) 159 msnm           |                             | Can Colet (Castellbisbal)     | Modifica les dades a Wikidata |
|        | Can Coromines           | Castellbisbal | masia        | 17th century                                                                   | 41° 28′ 36″ N, 1° 57′ 56″ E / 41.4766917°N,1.9654309°E ca:Crta. BV-1501, km 1,3 45 msnm                                                                  | bé cultural d'interès local | Can Coromines (Castellbisbal) | Modifica les dades a Wikidata |
|        | Can Costa               | Castellbisbal | masia        | Estil: arquitectura popular 20th century                                       | 41° 29′ 27″ N, 1° 58′ 55″ E / 41.4909093°N,1.9820596°E ca:Crtra. de Terrassa, B-151                                                                      | bé cultural d'interès local | Can Costa (Castellbisbal)     | Modifica les dades a Wikidata |
|        | Can Flavià de les Illes | Castellbisbal | masia        |                                                                                | 41° 29′ 34″ N, 1° 55′ 39″ E / 41.4926646°N,1.9274288°E ca:Crtra d'Olesa - BV 1201                                                                        | bé cultural d'interès local |                               | Modifica les dades a Wikidata |
|        | Can Galí                | Castellbisbal | masia        |                                                                                | 41° 27′ 58″ N, 1° 59′ 48″ E / 41.466212282209°N,1.996577612885°E ca:Terme de Castellbisbal. Can Galí s/n (08755 Castellbisbal)                           |                             | Can Galí (Castellbisbal)      | Modifica les dades a Wikidata |
|        | Can Margarit Vell       | Castellbisbal | masia        | 16th century Estat: malmès                                                     | 41° 28′ 47″ N, 1° 58′ 51″ E / 41.47986°N,1.98093°E ca:Nucli urbà de Castellbisbal. C/ Font del Cabré, 6 (08755 Castellbisbal)                            |                             | Can Margarit Vell             | Modifica les dades a Wikidata |
|        | Can Nicolau de Baix     | Castellbisbal | masia        | Estil: arquitectura popular                                                    | 41° 29′ 26″ N, 1° 57′ 48″ E / 41.4905089°N,1.9634501°E ca:Camí que surt de la crtra. de Martorell a Terrassa, km 4,8                                     | bé cultural d'interès local |                               | Modifica les dades a Wikidata |
|        | Can Nicolau de Dalt     | Castellbisbal | masia        |                                                                                | 41° 30′ 11″ N, 1° 57′ 49″ E / 41.5031395°N,1.9637279°E ca:Terme de Castellbisbal. Can Nicolau de Dalt. Mas Can Nicolau de Dalt s/n (08755 Castellbisbal) | bé cultural d'interès local |                               | Modifica les dades a Wikidata |
|        | Can Pastallé            | Castellbisbal | masia        |                                                                                | 41° 29′ 54″ N, 1° 56′ 49″ E / 41.498438°N,1.9468981°E ca:Terme de Castellbisbal. Can Pastallé s/n (08755 Castellbisbal)                                  | bé cultural d'interès local |                               | Modifica les dades a Wikidata |
|        | Can Pedrerol de Baix    | Castellbisbal | masia        | Arquitecte: Antoni Maria Gallissà i Soqué Estil: arquitectura modernista 1900s | 41° 26′ 47″ N, 1° 59′ 36″ E / 41.446261°N,1.993364°E ca:Polígon Industrial Nord-Est. Metal·lúrgia                                                        | bé cultural d'interès local | Can Pedrerol de Baix          | Modifica les dades a Wikidata |
|        | Can Pedrerol de Dalt    | Castellbisbal | masia        | Estil: arquitectura popular 1713                                               | 41° 27′ 31″ N, 1° 59′ 34″ E / 41.4585502°N,1.9927312°E ca:Polígon industrial Santa Rita                                                                  | bé cultural d'interès local |                               | Modifica les dades a Wikidata |
|        | Can Puig                | Castellbisbal | masia        | 20th century                                                                   | 41° 30′ 04″ N, 1° 56′ 51″ E / 41.5011808°N,1.9474048°E ca:Terme de Castellbisbal. Can Puig s/n (08755 Castellbisbal)                                     | bé cultural d'interès local |                               | Modifica les dades a Wikidata |
|        | Can Revella             | Castellbisbal | masia        | 20th century                                                                   | 41° 28′ 39″ N, 1° 58′ 54″ E / 41.4776200058076°N,1.98174731776806°E ca:Can Rabella, 17 154 msnm                                                          |                             | Can Revella (Castellbisbal)   | Modifica les dades a Wikidata |
|        | Can Ribot               | Castellbisbal | masia        | Estil: arquitectura popular                                                    | 41° 30′ 26″ N, 1° 58′ 59″ E / 41.5072672°N,1.9831694°E ca:Crtra. de Terrassa, B-151, km 7,5                                                              | bé cultural d'interès local | Can Ribot (Castellbisbal)     | Modifica les dades a Wikidata |
|        | Can Riquer              | Castellbisbal | masia        |                                                                                | 41° 28′ 55″ N, 1° 59′ 05″ E / 41.4819434°N,1.9846913°E ca:Terme de Castellbisbal. P.I. Comte de Sert. Avda. Can Campanyà, 5 (08755 Castellbisbal)        | bé cultural d'interès local | Can Riquer (Castellbisbal)    | Modifica les dades a Wikidata |
|        | Can Sala                | Castellbisbal | masia        | Estil: arquitectura eclèctica 20th century                                     | 41° 28′ 44″ N, 1° 58′ 57″ E / 41.4788883°N,1.9824634°E ca:Montserrat, 5                                                                                  | bé cultural d'interès local |                               | Modifica les dades a Wikidata |
|        | Can Santeugini          | Castellbisbal | masia        | Estil: arquitectura popular                                                    | 41° 29′ 26″ N, 1° 57′ 15″ E / 41.490661°N,1.954111°E ca:Ctra. Castellbisbal a Terrassa, km 3                                                             | bé cultural d'interès local | Can Santeugini (masia)        | Modifica les dades a Wikidata |
|        | Can Segarra             | Castellbisbal | masia        |                                                                                | 41° 30′ 01″ N, 1° 56′ 42″ E / 41.5003206°N,1.9449506°E ca:Terme de Castellbisbal. Can Puig s/n (08755 Castellbisbal)                                     | bé cultural d'interès local |                               | Modifica les dades a Wikidata |
|        | Casa del Quela          | Castellbisbal | masia        |                                                                                | 41° 29′ 32″ N, 1° 55′ 24″ E / 41.4922568364422°N,1.92339254390121°E                                                                                      |                             |                               | Modifica les dades a Wikidata |
|        | Casal de Benviure       | Castellbisbal | masia        | Estil: arquitectura popular 20th century                                       | 41° 28′ 35″ N, 1° 57′ 56″ E / 41.4763854°N,1.9654238°E ca:Ctra. de l'Estació - camí de Can Coromines                                                     | bé cultural d'interès local | Casal de Benviure             | Modifica les dades a Wikidata |

## monument
| imatge | Nom                     | Ubicat a      | instància de | Detalls | coordenades | Protecció | Commons (més fotos) | Dades a WD                    |
| ------ | ----------------------- | ------------- | ------------ | ------- | --- | --------- | ------------------- | ----------------------------- |
|        | Monument a Anselm Clavé | Castellbisbal | monument     | 1979    | 41° 28′ 40″ N, 1° 58′ 55″ E / 41.47774°N,1.98197°E ca:Nucli urbà de Castellbisbal. Avda. Pau Casals, s/n (08755 Castellbisbal)          |           |                     | Modifica les dades a Wikidata |
|        | Monument al Ton Juni    | Castellbisbal | monument     | 2009    | 41° 28′ 20″ N, 1° 59′ 02″ E / 41.47233°N,1.98402°E ca:Nucli urbà de Castellbisbal. Avda. dels Països Catalans s/n (08755 Castellbisbal) |           |                     | Modifica les dades a Wikidata |

## muntanya
| imatge | Nom                  | Ubicat a      | instància de | Detalls | coordenades                                                         | Protecció | Commons (més fotos)                 | Dades a WD                    |
| ------ | -------------------- | ------------- | ------------ | ------- | ------------------------------------------------------------------- | --------- | ----------------------------------- | ----------------------------- |
|        | Turó de Salzes       | Castellbisbal | muntanya     |         | 41° 29′ 12″ N, 1° 56′ 50″ E / 41.4868°N,1.94714°E 157.9 msnm        |           |                                     | Modifica les dades a Wikidata |
|        | Turó de la Coromina  | Castellbisbal | muntanya     |         | 41° 28′ 56″ N, 1° 57′ 44″ E / 41.4821°N,1.96236°E 154.4 msnm        |           |                                     | Modifica les dades a Wikidata |
|        | Turó de les Forques  | Castellbisbal | muntanya     |         | 41° 28′ 28″ N, 1° 56′ 48″ E / 41.4744°N,1.94653°E 162 msnm          |           | Turó de les Forques (Castellbisbal) | Modifica les dades a Wikidata |
|        | Turó de les Guàrdies | Castellbisbal | muntanya     |         | 41° 27′ 44″ N, 1° 58′ 59″ E / 41.46222222°N,1.98297222°E 136 msnm   |           | Turó de les Guàrdies                | Modifica les dades a Wikidata |
|        | turó de la Guineueta | Castellbisbal | muntanya     |         | 41° 29′ 06″ N, 1° 58′ 47″ E / 41.48488889°N,1.97969444°E 172.8 msnm |           |                                     | Modifica les dades a Wikidata |

## polígon industrial
| imatge | Nom                                 | Ubicat a      | instància de       | Detalls | coordenades                                                                              | Protecció | Commons (més fotos) | Dades a WD                    |
| ------ | ----------------------------------- | ------------- | ------------------ | ------- | ---------------------------------------------------------------------------------------- | --------- | ------------------- | ----------------------------- |
|        | Polígon industrial Acisa            | Castellbisbal | polígon industrial |         | 41° 27′ 48″ N, 1° 57′ 31″ E / 41.4632439015005°N,1.95856235709815°E                      |           |                     | Modifica les dades a Wikidata |
|        | Polígon industrial Agripina         | Castellbisbal | polígon industrial |         | 41° 27′ 39″ N, 1° 59′ 04″ E / 41.4608007578686°N,1.98451303484784°E Turó de les Guàrdies |           |                     | Modifica les dades a Wikidata |
|        | Polígon industrial Aquibèria        | Castellbisbal | polígon industrial |         | 41° 28′ 09″ N, 1° 57′ 30″ E / 41.4691877637149°N,1.95845525561368°E                      |           |                     | Modifica les dades a Wikidata |
|        | Polígon industrial Los Herreros     | Castellbisbal | polígon industrial |         | 41° 27′ 42″ N, 1° 59′ 35″ E / 41.4616132569284°N,1.99291814231547°E                      |           |                     | Modifica les dades a Wikidata |
|        | Polígon industrial de Ca n'Albereda | Castellbisbal | polígon industrial |         | 41° 28′ 01″ N, 1° 57′ 14″ E / 41.466966475098°N,1.95388041168586°E                       |           |                     | Modifica les dades a Wikidata |
|        | Polígon industrial de Can Galí      | Castellbisbal | polígon industrial |         | 41° 27′ 48″ N, 2° 00′ 06″ E / 41.4633654203289°N,2.00172814815583°E                      |           |                     | Modifica les dades a Wikidata |
|        | Polígon industrial de Can Pelegrí   | Castellbisbal | polígon industrial |         | 41° 27′ 48″ N, 1° 57′ 55″ E / 41.4632961596793°N,1.96535099733554°E                      |           |                     | Modifica les dades a Wikidata |
|        | Polígon industrial de Sant Francesc | Castellbisbal | polígon industrial |         | 41° 27′ 58″ N, 1° 57′ 46″ E / 41.4660574590919°N,1.96291211797868°E                      |           |                     | Modifica les dades a Wikidata |
|        | Polígon industrial de Santa Rita    | Castellbisbal | polígon industrial |         | 41° 27′ 34″ N, 1° 59′ 41″ E / 41.4593405731645°N,1.99465356650706°E                      |           |                     | Modifica les dades a Wikidata |

## pont
| imatge | Nom                  | Ubicat a                | instància de                                                                           | Detalls | coordenades | Protecció                                            | Commons (més fotos)         | Dades a WD                    |
| ------ | -------------------- | ----------------------- | -------------------------------------------------------------------------------------- | --- | --- | ---------------------------------------------------- | --------------------------- | ----------------------------- |
|        | Pont Nou del Diable  | Martorell Castellbisbal | pont pont de carretera                                                                 | 1975 1970 Travessa: Llobregat Estat: bon estat Llarg: 200m Anomenat per: pont del Diable                                             | 41° 28′ 25″ N, 1° 56′ 19″ E / 41.473594°N,1.938529°E ca:Carretera 243-C                                        |                                                      | Pont Nou del Diable         | Modifica les dades a Wikidata |
|        | Pont de Can Galí     | Castellbisbal           | pont                                                                                   | | 41° 29′ 16″ N, 1° 59′ 25″ E / 41.4879010618841°N,1.99034293942083°E                                            |                                                      |                             | Modifica les dades a Wikidata |
|        | Pont del Ferrocarril | Castellbisbal           | pont                                                                                   | 1853 19th century Travessa: torrent de Pegueres Hi passa: línia Barcelona-Vilafranca-Tarragona línia R4 Estat: enderrocat o destruït | 41° 28′ 27″ N, 1° 57′ 57″ E / 41.47406°N,1.96589°E ca:Terme de Castellbisbal. Els Arenys (08755 Castellbisbal) |                                                      |                             | Modifica les dades a Wikidata |
|        | pont del Diable      | Martorell Castellbisbal | pont pont de vianants pont de pedra pont d'arcs inferiors pont romà pont d'estil gòtic | Estil: arquitectura gòtica Travessa: Llobregat Hi passa: camí Estat: bon estat Alt: 21m Anomenat per: dimoni                         | 41° 28′ 30″ N, 1° 56′ 16″ E / 41.475°N,1.9377777777777776°E ca:Sobre el Llobregat, C-243                       | bé d'interès cultural bé cultural d'interès nacional | Pont del Diable (Martorell) | Modifica les dades a Wikidata |

## rellotge de sol
| imatge | Nom                                     | Ubicat a      | instància de    | Detalls               | coordenades | Protecció | Commons (més fotos)                 | Dades a WD                    |
| ------ | --------------------------------------- | ------------- | --------------- | --------------------- | --- | --------- | ----------------------------------- | ----------------------------- |
|        | Rellotge de Sol de Can Galí             | Castellbisbal | rellotge de sol | 20th century          | 41° 27′ 59″ N, 1° 59′ 49″ E / 41.46625°N,1.99688°E ca:Terme de Castellbisbal. Masia Can Galí s/n (08755 Castellbisbal)                         |           |                                     | Modifica les dades a Wikidata |
|        | Rellotge de sol de ca l'Espardanyer     | Castellbisbal | rellotge de sol | 1867 Estat: bon estat | 41° 28′ 37″ N, 1° 58′ 48″ E / 41.47696°N,1.98013°E ca:Nucli urbà de Castellbisbal. C/ Major, 63 (08755 Castellbisbal)                          |           | Rellotge de sol de ca l'Espardanyer | Modifica les dades a Wikidata |
|        | Rellotge de sol de cal Fuster           | Castellbisbal | rellotge de sol | 19th century          | 41° 28′ 19″ N, 1° 58′ 44″ E / 41.47195°N,1.97875°E ca:Nucli urbà de Castellbisbal. C/Anselm Clavé. 48. (08755 Castellbisbal)                   |           |                                     | Modifica les dades a Wikidata |
|        | Rellotge de sol de cal Regalat          | Castellbisbal | rellotge de sol | 1954                  | 41° 28′ 41″ N, 1° 58′ 50″ E / 41.47807°N,1.98045°E ca:Nucli urbà de Castellbisbal. Cal Regalat. C/del Raval, 4 (08755 Castellbisbal)           |           |                                     | Modifica les dades a Wikidata |
|        | Rellotge de sol de can Pedrerol de Baix | Castellbisbal | rellotge de sol | 20th century          | 41° 26′ 46″ N, 1° 59′ 36″ E / 41.44624°N,1.99346°E ca:Terme de Castellbisbal. P.I. Sant Vicenç. Can Pedrerol de Baix s/n (08755 Castellbisbal) |           |                                     | Modifica les dades a Wikidata |
|        | Rellotge de sol de la Rectoria          | Castellbisbal | rellotge de sol | 1850                  | 41° 28′ 30″ N, 1° 58′ 51″ E / 41.47507°N,1.98087°E ca:Nucli urbà de Castellbisbal. Pl. de l'Església s/n (08755 Castellbisbal)                 |           |                                     | Modifica les dades a Wikidata |
|        | rellotge de sol de ca n'Amat            | Castellbisbal | rellotge de sol | 20th century          | 41° 28′ 10″ N, 1° 59′ 03″ E / 41.46938°N,1.98414°E ca:Nucli urbà de Castellbisbal. Avda. Molins de Rei, 1 (08755 Castellbisbal)                |           |                                     | Modifica les dades a Wikidata |
|        | rellotge de sol de ca n'Ametller        | Castellbisbal | rellotge de sol | 20th century          | 41° 30′ 17″ N, 1° 57′ 31″ E / 41.5046°N,1.9587°E ca:Terme de Castellbisbal. Ca n'Ametller s/n (08755 Castellbisbal)                            |           |                                     | Modifica les dades a Wikidata |
|        | rellotge de sol de can Canyadell (N)    | Castellbisbal | rellotge de sol | 2000                  | 41° 30′ 37″ N, 1° 59′ 01″ E / 41.51014°N,1.9835°E                                                                                              |           |                                     | Modifica les dades a Wikidata |
|        | rellotge de sol de can Canyadell (SO)   | Castellbisbal | rellotge de sol | 2000                  | 41° 30′ 37″ N, 1° 59′ 02″ E / 41.51016°N,1.98378°E                                                                                             |           |                                     | Modifica les dades a Wikidata |
|        | rellotge de sol de can Canyadell (SO1)  | Castellbisbal | rellotge de sol | 2000                  | 41° 30′ 36″ N, 1° 59′ 01″ E / 41.51005°N,1.98366°E                                                                                             |           |                                     | Modifica les dades a Wikidata |
|        | rellotge de sol de can Margarit Vell    | Castellbisbal | rellotge de sol | 19th century          | 41° 28′ 47″ N, 1° 58′ 51″ E / 41.47986°N,1.98093°E ca:Nucli urbà de Castellbisbal. C/ Font del Cabrer, 6 (08755 Castellbisbal)                 |           |                                     | Modifica les dades a Wikidata |
|        | rellotge de sol de can Riquer           | Castellbisbal | rellotge de sol | 20th century          | 41° 28′ 55″ N, 1° 59′ 05″ E / 41.48193°N,1.98478°E ca:Terme de Castellbisbal. P.I. Comte de Sert. Avda. Can Campanyà, 5 (08755 Castellbisbal)  |           |                                     | Modifica les dades a Wikidata |

## Misc
| imatge | Nom                                | Ubicat a                                                                          | instància de                             | Detalls                                                   | coordenades | Protecció                                            | Commons (més fotos)               | Dades a WD                    |
| ------ | ---------------------------------- | --------------------------------------------------------------------------------- | ---------------------------------------- | --------------------------------------------------------- | --- | ---------------------------------------------------- | --------------------------------- | ----------------------------- |
|        | Antic túnel del ferrocarril        | Castellbisbal                                                                     | túnel túnel ferroviari                   | 1859                                                      | 41° 28′ 36″ N, 1° 57′ 40″ E / 41.47677°N,1.96105°E ca:Terme de Castellbisbal. Els Arenys (08755 Castellbisbal)                                                                                        |                                                      |                                   | Modifica les dades a Wikidata |
|        | Bòbila de can Galí                 | Castellbisbal                                                                     | bòbila                                   | 20th century                                              | 41° 28′ 07″ N, 1° 59′ 28″ E / 41.46865°N,1.99112°E ca:Terme de Castellbisbal. Torrent de Can Cases. (08755 Castellbisbal)                                                                             |                                                      |                                   | Modifica les dades a Wikidata |
|        | Cal Ramon                          | Castellbisbal                                                                     | edifici residencial casa                 | Estil: noucentisme 1946                                   | 41° 28′ 26″ N, 1° 58′ 52″ E / 41.47394561767578°N,1.9811760187149048°E 41° 28′ 26″ N, 1° 58′ 52″ E / 41.47393°N,1.98115°E ca:Nou, 31 ca:Nucli urbà de Castellbisbal. C/ Nou, 31 (08755 Castellbisbal) |                                                      |                                   | Modifica les dades a Wikidata |
|        | Carrer Major                       | Castellbisbal                                                                     | conjunt urbà                             |                                                           | 41° 28′ 38″ N, 1° 58′ 49″ E / 41.47724533081055°N,1.980389952659607°E ca:Major |                                                      |                                   | Modifica les dades a Wikidata |
|        | Castell de Castellbisbal           | Castellbisbal                                                                     | castell                                  |                                                           | 41° 28′ 26″ N, 1° 58′ 25″ E / 41.473891°N,1.973706°E ca:Parc de l'Ermita. Serrat de les Garses | bé d'interès cultural bé cultural d'interès nacional | Castell de Castellbisbal          | Modifica les dades a Wikidata |
|        | Costablanca                        | Castellbisbal                                                                     | vèrtex geodèsic                          | Alt: 1.2m                                                 | 41° 28′ 28″ N, 1° 56′ 47″ E / 41.474364°N,1.946504°E 164.502 msnm |                                                      |                                   | Modifica les dades a Wikidata |
|        | Fanal de la plaça                  | Castellbisbal                                                                     | fanal                                    | 20th century                                              | 41° 28′ 30″ N, 1° 58′ 50″ E / 41.4749449°N,1.9806328°E ca:Pl. de l'Església | bé cultural d'interès local                          | Fanal de la plaça (Castellbisbal) | Modifica les dades a Wikidata |
|        | Fita de terme                      | Castellbisbal                                                                     | fita                                     |                                                           | 41° 29′ 00″ N, 1° 59′ 18″ E / 41.48337°N,1.98821°E ca:Nucli de Castellbisbal. P.I. Comte de Sert. Avda. Can Campanyà, 2 (08755 Castellbisbal)                                                         |                                                      |                                   | Modifica les dades a Wikidata |
|        | Llobregat                          | Catalunya província de Barcelona Catalunya Central Àmbit Metropolità de Barcelona | riu                                      | Desemboca: mar Mediterrània Llarg: 175km Conca: 4948.3km² | 42° 16′ 57″ N, 2° 00′ 46″ E / 42.282412°N,2.012826°E 41° 18′ 08″ N, 2° 07′ 55″ E / 41.302248°N,2.131948°E                                                                                             |                                                      | Llobregat                         | Modifica les dades a Wikidata |
|        | Palanca del Parc Nou de la Solana  | Castellbisbal                                                                     | pont de vianants                         | 1998 Travessa: Llobregat                                  | 41° 28′ 03″ N, 1° 58′ 11″ E / 41.46758°N,1.9698°E ca:Terme de Castellbisbal. (08755 Castellbisbal) |                                                      |                                   | Modifica les dades a Wikidata |
|        | Parc del Castell                   | Castellbisbal                                                                     | parc                                     | Anomenat per: Castell de Castellbisbal                    | 41° 28′ 29″ N, 1° 58′ 33″ E / 41.47464734861588°N,1.9757366180419924°E |                                                      | Parc del Castell (Castellbisbal)  | Modifica les dades a Wikidata |
|        | Pilar coronat de ca n'Oliveró      | Castellbisbal                                                                     | xemeneia de fades                        |                                                           | 41° 30′ 02″ N, 1° 58′ 15″ E / 41.50064°N,1.97088°E ca:Terme de Castellbisbal. Torrent de Pegueres (08755 Castellbisbal)                                                                               |                                                      |                                   | Modifica les dades a Wikidata |
|        | Rectoria                           | Castellbisbal                                                                     | rectoria                                 | Estil: arquitectura popular                               | 41° 28′ 30″ N, 1° 58′ 51″ E / 41.4750903°N,1.9807742°E ca:Plaça de l'Església | bé integrant del patrimoni cultural català           | Rectoria (Castellbisbal)          | Modifica les dades a Wikidata |
|        | casa consistorial de Castellbisbal | Castellbisbal                                                                     | casa consistorial                        |                                                           | 41° 28′ 35″ N, 1° 58′ 58″ E / 41.4764159°N,1.9828546°E |                                                      |                                   | Modifica les dades a Wikidata |
|        | cementiri de Castellbisbal         | Castellbisbal                                                                     | cementiri                                |                                                           | 41° 28′ 53″ N, 1° 58′ 55″ E / 41.48138331861147°N,1.981937885284424°E |                                                      | Cementiri de Castellbisbal        | Modifica les dades a Wikidata |
|        | creu del parc del Castell          | Castellbisbal                                                                     | creu monumental                          | 1993 Estat: bon estat                                     | 41° 28′ 26″ N, 1° 58′ 24″ E / 41.47382°N,1.97344°E ca:Nucli urbà de Castellbisbal. Parc del Castell (08755 Castellbisbal)                                                                             |                                                      | Creu del parc del Castell         | Modifica les dades a Wikidata |
|        | el Canyet                          | Castellbisbal                                                                     | jaciment arqueològic                     |                                                           | 41° 27′ 18″ N, 1° 59′ 39″ E / 41.45504°N,1.994133°E | bé integrant del patrimoni cultural català           |                                   | Modifica les dades a Wikidata |
|        | el Canyet                          | Castellbisbal                                                                     | nucli de població                        |                                                           | 41° 27′ 20″ N, 1° 59′ 57″ E / 41.455425887131°N,1.9991384546145°E |                                                      |                                   | Modifica les dades a Wikidata |
|        | el Telègraf                        | Castellbisbal                                                                     | torre de telegrafia òptica fort fuseller |                                                           | 41° 28′ 28″ N, 1° 56′ 30″ E / 41.474454°N,1.941775°E | bé d'interès cultural bé cultural d'interès nacional | El Telègraf (Castellbisbal)       | Modifica les dades a Wikidata |
|        | sínia de la plaça Lluís Companys   | Castellbisbal                                                                     | sínia element arquitectònic              | 1928                                                      | 41° 28′ 42″ N, 1° 58′ 56″ E / 41.47839°N,1.98217°E ca:Nucli urbà de Castellbisbal. Avda. Pau Casals, s/n (08755 Castellbisbal)                                                                        |                                                      |                                   | Modifica les dades a Wikidata |